# Jeekelia granulosa
Jeekelia granulosa är en mångfotingart som först beskrevs av Loomis 1941.  Jeekelia granulosa ingår i släktet Jeekelia och familjen fingerdubbelfotingar. Inga underarter finns listade i Catalogue of Life.